# SCB-125

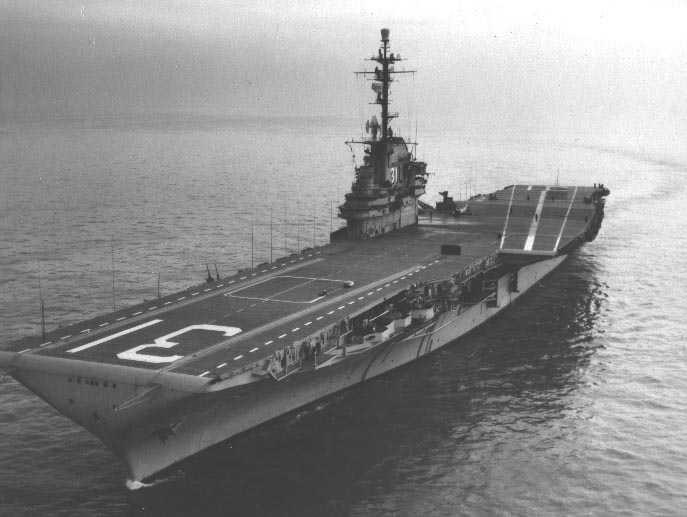
USS Bon Homme Richard con il ponte angolato a causa della conversione SCB-125.

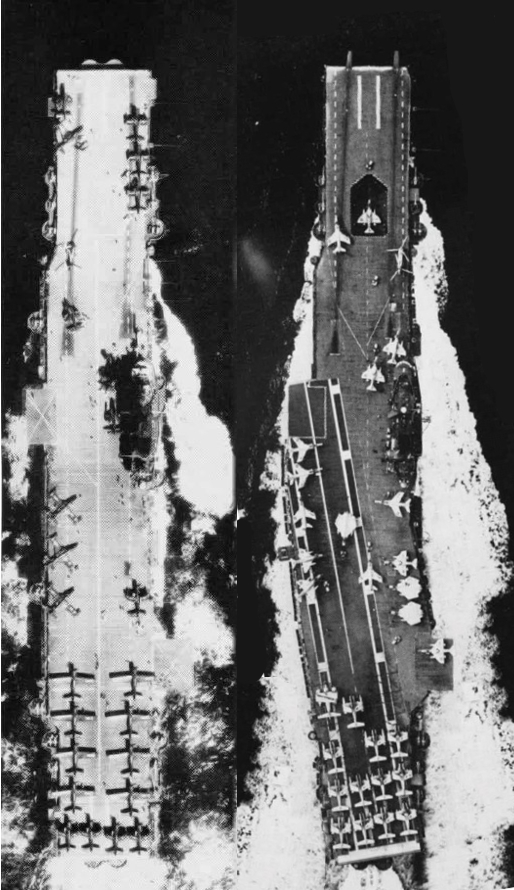
Vista dall'alto di USS Intrepid dopo SCB-27C (a sinistra) e dopo SCB-125 (a destra).

SCB-125 era il nome in codice di una serie di aggiornamenti che la Marina degli Stati Uniti fece alla classe di portaerei Essex tra il 1954 e il 1959. Questi aggiornamenti includevano l'aggiunta di un ponte di volo ad angolo e altri miglioramenti volti a migliorare le operazioni di volo e le operazioni di tenuta .

## Principali modifiche
Le modifiche SCB-125 includevano
- Piattaforma di volo ad angolo
- Sistema di atterraggio a specchio
- Equipaggiamento di arresto Mark 7
- Il controllo di volo primario è stato spostato all'estremità di poppa dell'isola
- Aria condizionata
- Elevatore n. 1 (anteriore) allungato (solo navi SCB-27C)
- L'ascensore n. 3 (a poppa) si spostava dalla linea centrale al bordo del ponte di tribordo (sulle navi SCB-27A; aveva fatto parte dei refit SCB-27C)

## Storia del programma
Il programma di aggiornamento di SCB-125 è stato applicato per la prima volta ai tre vettori finali di classe Essex per sottoporsi alla modernizzazione di SCB-27C mentre erano ancora nel bel mezzo del loro refitting originale. Alla fine ogni nave SCB-27 subì la modifica SCB-125 ad eccezione della Lake Champlain.
Nonostante la drastica alterazione dell'aspetto delle navi, il refitting SCB-125 ha comportato modifiche relativamente ridotte della struttura esistente delle navi rispetto a SCB-27, e ha richiesto circa 6-9 mesi rispetto ai circa due anni del programma precedente. Le navi originali SCB-27A, che erano dotate di una coppia di catapulte idrauliche H 8, non erano state potenziate con le catapulte a vapore C 11 montate sulle loro navi gemelle SCB-27C a causa delle limitazioni di spazio dei macchinari. Gli SBC-27A inoltre non hanno ricevuto l'ascensore allargato n. 1 (anteriore) installato nelle navi 27C come parte dell' SBC-125.
Le prime tre navi 27C ( Hancock, Intrepid e Ticonderoga ) avevano avuto i loro ascensori n. 3 spostati dalla linea centrale al bordo del ponte di tribordo, in una posizione relativamente a poppa. I tre successivi ( Shangri-La, Lexington e Bon Homme Richard ), che furono sottoposti contemporaneamente a 27C e 125, fecero spostare l'ascensore in una posizione di bordo più avanti, e questa posizione fu usata per le navi 27A mentre a loro volta subirono SCB -125.

## Navi modificate
Fonte: www.history.navy.mil
|                                | Programma     | Cantiere navale                  | La costruzione è iniziata | Commissionata  |
| USS Shangri-La (CVA-38)        | SCB-27C / 125 | Puget Sound                      | Ottobre 1952              | Gennaio 1955   |
| USS Lexington (CV-16)          | SCB-27C / 125 | Puget Sound                      | Settembre 1953            | Agosto 1955    |
| USS Bon Homme Richard (CVA-31) | SCB-27C / 125 | Cantiere navale di San Francisco | Maggio 1953               | Settembre 1955 |
| USS Bennington (CVA-20)        | SCB-125       | New York                         | Giugno 1954               | Aprile 1955    |
| USS Yorktown (CVA-10)          | SCB-125       | Puget Sound                      | Marzo 1955                | Ottobre 1955   |
| USS Wasp (CVA-18)              | SCB-125       | Punto di cacciatori              | Marzo 1955                | Dicembre 1955  |
| USS Randolph (CVA-15)          | SCB-125       | Norfolk                          | Agosto 1955               | Febbraio 1956  |
| USS Essex (CVA-9)              | SCB-125       | Puget Sound                      | Agosto 1955               | Gennaio 1956   |
| USS Hornet (CVA-12)            | SCB-125       | Puget Sound                      | Gennaio 1956              | Agosto 1956    |
| USS Hancock (CVA-19)           | SCB-125       | Cantiere navale di San Francisco | Aprile 1956               | Novembre 1956  |
| USS Kearsarge (CVA-33)         | SCB-125       | Puget Sound                      | Luglio 1956               | Gennaio 1957   |
| USS Ticonderoga (CVA-14)       | SCB-125       | Norfolk                          | Agosto 1956               | Aprile 1957    |
| USS Intrepid (CVA-11)          | SCB-125       | New York                         | Settembre 1956            | Maggio 1957    |
| USS Oriskany (CVA-34)          | SCB-125A      | Cantiere navale di San Francisco | Gennaio 1957              | Maggio 1959    |